# Julián García Centeno
Julián García Centeno (ur. 22 października 1933 w Sitrama de Tera) – hiszpański duchowny rzymskokatolicki posługujący w Peru, w latach 1991-2011 wikariusz apostolski Iquitos.

## Życiorys
Święcenia kapłańskie przyjął 13 lipca 1958. 19 czerwca 1989 został mianowany biskupem pomocniczym Iquitos ze stolicą tytularną Girus. Sakrę biskupią otrzymał 22 października 1989. 5 stycznia 1991 objął urząd ordynariusza. 2 lutego 2011 przeszedł na emeryturę.